# Volvo Serie 300
La Serie 300 è un'autovettura prodotta dalla Volvo dal 1976 al 1991.

## La genesi e l'evoluzione
Concepita per rimpiazzare la Daf 66, dopo che la casa olandese era stata rilevata dalla svedese Volvo, la nuova nata avrebbe dovuto chiamarsi Daf 77, ma poi venne preferito il marchio Volvo.
Disponibile originariamente solo in configurazione berlina 3 porte, la 343 (questo il nome assegnato al modello, secondo il classico "schema" Volvo: Serie 300, 4 cilindri, 3 porte) era ricca, per la casa di Göteborg, di novità, come l'originale carrozzeria a 2 volumi e mezzo con portellone.
Non meno originali le scelte meccaniche: a parte il motore, il noto 4 cilindri Renault con albero a camme laterale di 1397 cm³ da 66 cv, alimentato a carburatore, la 343 era caratterizzata dall'adozione di serie del cambio automatico a variazione continua Variomatic (di origine Daf), montato in posizione posteriore (per migliorare la distribuzione dei pesi) e abbinato ad un retrotreno con schema De Dion. La trazione era posteriore, mentre l'impianto frenante era di tipo misto.
Gli allestimenti disponibili erano 2: standard o DL (più ricco).
Nel 1978, in occasione di un moderato restyling (ritocchi alla plancia, nuovi appoggiatesta di sicurezza, retrovisore nero opaco anziché cromato), venne introdotto, in alternativa al Variomatic, anche un più convenzionale cambio manuale a 4 rapporti, derivato da quello della 240. La trasmissione manuale anche in questo caso era montata in blocco con il differenziale posteriore.
Nel 1979 venne introdotta la 345, con carrozzeria a 5 porte. Sia 343 che 345 erano disponibili anche nella lussuosa versione GL (con tanto di finestrini anteriori ad azionamento elettrico, vernice metallizzata e pneumatici maggiorati).
Nel 1980 un restyling interessò il frontale (nuovi fari rettangolari anziché tondi, mascherina ridisegnata), i paraurti (completamente in plastica) e i gruppi ottici posteriori (ampliati). In alternativa al motore 1400 Renault, venne reso disponibile il 4 cilindri monoalbero in testa Volvo di 1986 cm³ da 95 cv della 240. Le 343/345 mosse da questo motore riportavano la sigla S accanto a quella dell'allestimento (DL e GL).
Nel 1983 la gamma venne riorganizzata. Le versioni con motore 1400 vennero denominate, indipendentemente da numero di porte, 340, mentre quelle spinte da 2 litri divennero 360. Gli allestimenti mutarono nome in L, GL e GLE. Nel settembre dello stesso anno arrivò anche la 360 GLT, equipaggiata dal 2 litri Volvo alimentato a iniezione da 115 cv. Il cambio divenne su tutte manuale a 5 marce.
Nel 1985 venne introdotta anche la variante a 3 volumi e 4 porte (nelle stesse versioni della 5 porte). Contemporaneamente sul mercato italiano non era più disponibile la 3 porte.
Alla fine del 1986 un restyling più radicale (nuovi paraurti in tinta integrati, frontale completamente ridisegnato, nuovi interni), accompagnò l'introduzione di un nuovo 4 cilindri Renault (monoalbero in testa a carburatore) di 1721 cm³ (80 cv). Come alternativa rimase il 4 cilindri 2 litri Volvo a iniezione da 115 cv.
All'inizio del 1987 venne reso disponibile anche un 4 cilindri diesel (di origine Renault) di 1596 cm³ da 55 cv.
Nel 1991 la Serie 300, dopo 1.006.401 esemplari prodotti, uscì di listino, rimpiazzata dalle 440/460.

## La Volvo 300 nella cronaca
In Italia l'auto è salita agli onori delle cronache quando il cantautore Rino Gaetano morì, all'età di trent'anni, perdendo il controllo e schiantandosi contro un camion mentre era alla guida della sua Volvo 343 GL targata Roma Z40932, il 2 giugno 1981.

## Versioni
- 343 1.4 Variomatic
- 343 1.4 Variomatic DL
- 343 1.4
- 343 1.4 DL
- 345 1.4
- 345 1.4 DL
- 343 1.4 GL
- 345 1.4 GL
- 343 2.0 DLS
- 343 2.0 GLS
- 345 2.0 DLS
- 345 2.0 GLS
- 340 3/4/5p 1.4 GL
- 340 3/4/5p 1.4 GLE
- 360 3/4/5p 2.0 GLE
- 360 4/5p 2.0i GLT
- 360 4/5p GLE 1.7
- 360 4/5p GLT 2.0i
- 360 4/5p Diesel GLE